# Ramón de Carranza y Fernández de la Reguera
Ramón de Carranza y Fernández de la Reguera (Ferrol, 16 d'abril de 1863 - Cadis, 13 de setembre de 1936) fou un polític gallec, alcalde de Cadis entre 1927 i 1931 i durant part de 1936.

## Biografia
D'ascendència militar, va estudiar a l'Escola Naval la carrera de marí de Guerra. Estant d'Agregat naval a Washington DC en esclatar el conflicte amb els Estats Units, va participar en la Guerra hispano-estatunidenca al comandament del canoner Contramaestre, per la qual cosa se li va atorgar la Creu Llorejada de Sant Ferran. Era contralmirall de l'Armada en situació de retirat.
Va ser Governador Civil, diputat a Corts per Algesires (1903) i el Puerto de Santa María (1919) pel sector Maurista del Partit Conservador i Senador del Regne. Sent un destacat membre de l'oligarquia gaditana i andalusa, amb la recomanació de Jose María Pemán (Unió Patriòtica) va ser designat alcalde no electe de Cadis durant la dictadura de Primo de Rivera, substituint l'anterior alcalde, Agustín Blázquez y Paúl al juliol de 1927 i durant el Govern del General Berenguer, fins al 14 d'abril de 1931, en proclamar-se la II República.
Durant el seu mandat es van escometre a Cadis algunes obres urbanes, com la construcció de la Plaça de Toros, l'edifici del cinema Municipal a la Plaça del Palillero i es va començar a construir el que després seria l'Hotel Playa, a més de l'Hotel Atlàntic. Amb la proclamació de la República el 14 d'abril de 1931, Carranza abandona l'ajuntament negant-se a lliurar el seu càrrec als republicans. A les eleccions generals espanyoles de 1936 fou elegit diputat per Cadis dins les llistes de Renovación Española.
Després de l'aixecament (en Cadis) del 18 de juliol de 1936, arriba de nou a Cadis des de Sevilla en avioneta, mostrant la seva completa disposició als revoltats, la qual cosa li va valer per fer-se de nou amb el càrrec el 29 del mateix mes.
Greument malalt, el 13 de setembre, als 74 anys, Carranza mor al seu domicili del carrer Ample, en l'enterrament del qual no se li van tributar honors militars per exprés desig del difunt. Fou pare de Ramón de Carranza Gómez Fernández de la Reguera y Arámburu, posterior alcalde de Sevilla i president del Sevilla Futbol Club.